# مایکل گلدنبرگ
مایکل گلدنبرگ (انگلیسی: Michael Goldenberg؛ زادهٔ ۱۸ ژانویهٔ ۱۹۶۵) نمایشنامه‌نویس، فیلم‌نامه‌نویس، و کارگردان فیلم اهل ایالات متحده آمریکا است.

## فیلم‌شناسی
| سال  | فیلم                  | کارگردان      | توضیحات                                                   |
| ---- | --------------------- | ------------- | --------------------------------------------------------- |
| ۱۹۹۶ | Bed of Roses          | مایکل گلدنبرگ | همچنین کارگردان                                           |
| ۱۹۹۷ | تماس                  | رابرت زمکیس   | نویسنده به‌همراه جیمز وی هارت                              |
| ۲۰۰۳ | پیتر پن               | پی. جی. هوگان | نویسنده به‌همراه P.J. Hogan                                |
| ۲۰۰۷ | هری پاتر و محفل ققنوس | دیوید ییتس    |                                                           |
| ۲۰۱۱ | گرین لانترن           | مارتین کمپل   | نویسنده به‌همراه Greg Berlanti, مارک گوگنهایم و مایکل گرین |
| ۲۰۱۹ | آرتمیس فاول           | کنت برانا     | نویسنده به‌همراه Adam Kline و Conor McPherson              |